# Звєрохозяйство (Калузька область)
Звєрохозяйство (рос. Зверохозяйство) — населений пункт в Ферзиковському районі Калузької області Російської Федерації.
Населення становить 81 особу. Входить до складу муніципального утворення Присілок Бронці.

## Історія
Від 2004 року входить до складу муніципального утворення Присілок Бронці

## Населення
| 2002 | 2010 | 2011 |
| ---- | ---- | ---- |
| 102  | ↘70  | ↗81  |